# Großsteinhausen

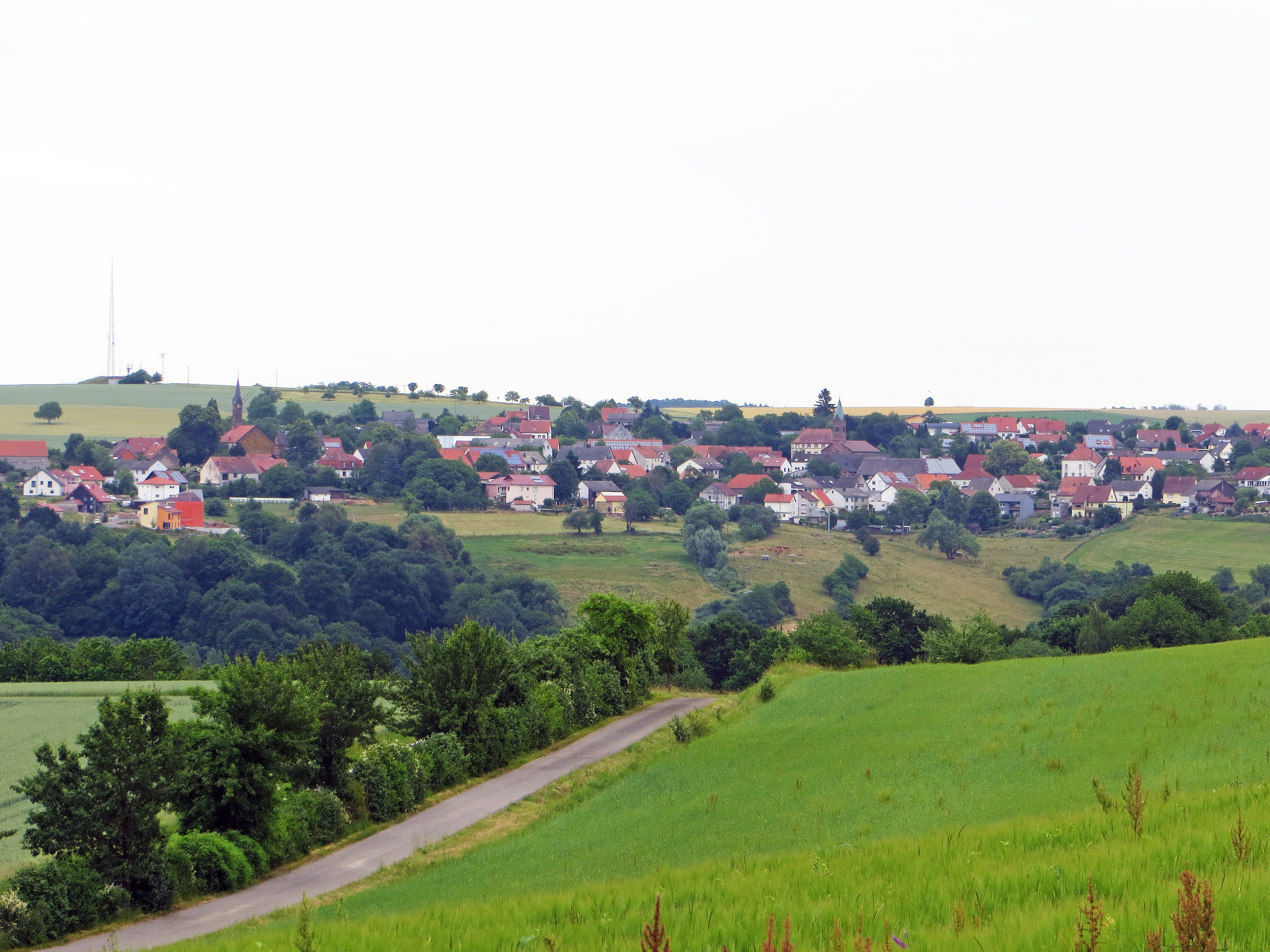
Blick aus westlicher Richtung auf Großsteinhausen

Großsteinhausen ist eine Ortsgemeinde im Landkreis Südwestpfalz in Rheinland-Pfalz. Sie gehört der Verbandsgemeinde Zweibrücken-Land an, innerhalb derer sie gemessen an der Fläche die fünftkleinste Ortsgemeinde darstellt.

## Geographie

### Lage
Die Gemeinde Großsteinhausen liegt im Zweibrücker Hügelland in unmittelbarer Nähe der deutsch-französischen Grenze zwischen den kreisfreien Städten Zweibrücken und Pirmasens. Westlich davon liegt die Ortsgemeinde Dietrichingen, nordöstlich Kleinsteinhausen und südlich Riedelberg. Zu Großsteinhausen gehören zusätzlich die Wohnplätze Großsteinhausermühle und Waldhaus am Hochseiter.

### Gewässer
Am westlichen Siedlungsrand entspringt der Großsteinbach, der nach Westen fließt und von rechts nach rund 600 Metern in den Hornbach mündet. Letztere bildet in diesen Bereich die Gemarkungsgrenze zu Dietrichingen; die weiter nördlich in den Hornbach fließende Felsalb setzt diese Grenze auf den letzten Metern vor ihrer Mündung fort. Im Süden bildet der Bottenbach die Grenze zu Riedelberg.

### Klostermühle
Zu Großsteinhausen zählt auch die erstmals 1485 als Hornbacher Klostermühle urkundlich erwähnte im Tal Hornbach gelegene Großsteinhauser Mühle. Dort liegt der im Zweiten Weltkrieg errichtete Großsteinhauserhof, der als Relikt des sog. Reichserbhofprogrammes gilt und bis in die Gegenwart als „Erbhof“ bezeichnet wird.

## Geschichte

### Mittelalter
Großsteinhausen wurde erstmals im Jahre 1250 urkundlich erwähnt. Dort schlichtet Graf Reinhard von Blieskastel, Herr zu Bitsch einen Erbstreit der Brüder Johannes, Hesso, Reinhard und Otto von Steinhausen mit dem Abt von Stürzelbronn. Sieben Jahre später 1257 weist eine Schenkungsurkunde auf die alte Kirche von Großsteinhausen, als Abt Hugo von Hornbach den Kirchplatz dem Kloster Stürzelbronn vermachte. Die Cyriacus-Kapelle war den schriftlichen Aufzeichnungen zufolge 1264 bereits fertiggestellt. Der Vikar von Walschbronn hielt hier wöchentliche Gottesdienste ab. Die alte Kirche wurde Mitte des letzten Jahrhunderts bis auf die Fundamente abgetragen.
Großsteinhausen und Kleinsteinhausen gehörten zum Herzogtum Lothringen. Lehnsherren waren die Herren von Ettendorf, eine elsässische Adelsfamilie, die ihren Sitz auf Burg Hohenfels bei Neunhofen hatte. 1362 verpfändete Reinhold von Ettendorf das Dorf an Graf Walram von Zweibrücken und desgleichen tat 1385 Boemund von Ettendorf, der die Hälfte seiner Lehen Edelknecht Albrecht von Zweibrücken zum Pfand gab. Das Rittergeschlecht der Ettendorfer starb 1413 aus.

### Neuzeit
Großsteinhausen fiel an die Herzöge von Pfalz-Zweibrücken, die das Dorf zeitweise an Zweibrücker Burgmannen und Adelsfamilien weiter verlehnten. Damit war Großsteinhausen dem Nünschweilerhof im Oberamt Zweibrücken zugeordnet. Im 18. Jahrhundert erhielt der Ort eine eigene Schultheißerei.
Das Dorf Großsteinhausen gehörte bis zur Französischen Revolution zum pfalz-zweibrückischen Oberamt Zweibrücken. Ab 1793 wurde das Linke Rheinufer im Ersten Koalitionskrieg französisch besetzt. Von 1798 bis 1814 gehörte Großsteinhausen mit Kleinsteinhausen und Riedelberg zur Mairie Großsteinhausen im Kanton Neuhornbach im Departement Donnersberg. Im Jahr 1802 lebten 204 Einwohner im Ort, davon 128 Reformierte, 16 Lutheraner und 60 Katholiken.
1815 hatte sich die Einwohnerzahl des Ortes auf 650 erhöht. Aufgrund der auf dem Wiener Kongress getroffenen Vereinbarungen kam das Gebiet im Juni 1815 zunächst zu Österreich und wurde 1816 auf der Grundlage eines Staatsvertrags an das Königreich Bayern abgetreten. Unter der bayerischen Verwaltung gehörte Groß-Steinhausen – so die damalige Schreibweise – von 1817 an zum Landkommissariat Zweibrücken im Rheinkreis, ab 1862 zum Bezirksamt Zweibrücken.
Noch 1905 waren Groß- und Kleinsteinhausen zu einem Amt vereinigt und insbesondere nach dem Zweiten Weltkrieg wurden auch noch umliegende Nachbarorte mitverwaltet. Ab 1939 war der Ort Bestandteil des Landkreises Zweibrücken. Da der Ort sich in der Roten Zone befand wurden die Bewohner mit Beginn des Zweiten Weltkriegs vorübergehend evakuiert. Nach dem Krieg wurde die Gemeinde innerhalb der französischen Besatzungszone Teil des Regierungsbezirks Pfalz im damals neu gebildeten Land Rheinland-Pfalz. Im Zuge der ersten rheinland-pfälzischen Verwaltungsreform folgte 1972 die Auflösung des Landkreises Zweibrücken; damit einhergehend wechselte die Gemeinde zudem in den Landkreis Pirmasens, der 1997 in „Landkreis Südwestpfalz“ umbenannt wurde. Im selben Jahr wurde Großsteinhausen in die neu gebildete Verbandsgemeinde Zweibrücken-Land eingegliedert. Damit einhergehend wurde das Bürgermeisteramt mit Kleinsteinhausen aufgelöst.

## Religion
Vor der Französischen Revolution gehörte Großsteinhausen zur Pfarrei von Walschbronn. Die Katholiken gehören zum Bistum Speyer, die Evangelischen zur Protestantischen Landeskirche Pfalz.

## Politik

### Gemeinderat
Der Gemeinderat in Großsteinhausen besteht aus zwölf Ratsmitgliedern, die bei der Kommunalwahl am 9. Juni 2024 in einer Mehrheitswahl gewählt wurden, und dem ehrenamtlichen Ortsbürgermeister als Vorsitzendem.

### Bürgermeister
Volker Schmitt (FDP) wurde 2004 Ortsbürgermeister von Großsteinhausen. Bei der Direktwahl am 26. Mai 2019 wurde er mit einem Stimmenanteil von 75,79 % und am 9. Juni 2024 als einziger Bewerber mit 78,6 % jeweils für weitere fünf Jahre in seinem Amt bestätigt.
Der Vorgänger von Volker Schmitt war Klaus Freiler.

### Wappen
| Wappen von Großsteinhausen | Blasonierung: „Geviert von Gold und Rot, in Feld 1 (oben rechts) ein durchgehendes, schwarzes Andreaskreuz, in 2 eine goldene Bruchsteinkirche mit links angesetztem Glockenturm und kreuzbestücktem Dach, in 3 ein silberner Pflug und in 4 ein blaubewehrter und -bezungter roter Adler.“ |
| Wappen von Großsteinhausen | Wappenbegründung: Das durchgehende schwarze Andreaskreuz in Gold und der rote Adler in Gold entstammen dem Wappen der Herren von Ettendorf, die dort im 13. und 14. Jahrhundert herrschten. Es wurde 1982 durch die Bezirksregierung Rheinhessen-Pfalz verliehen.                           |

## Kultur und Sehenswürdigkeiten

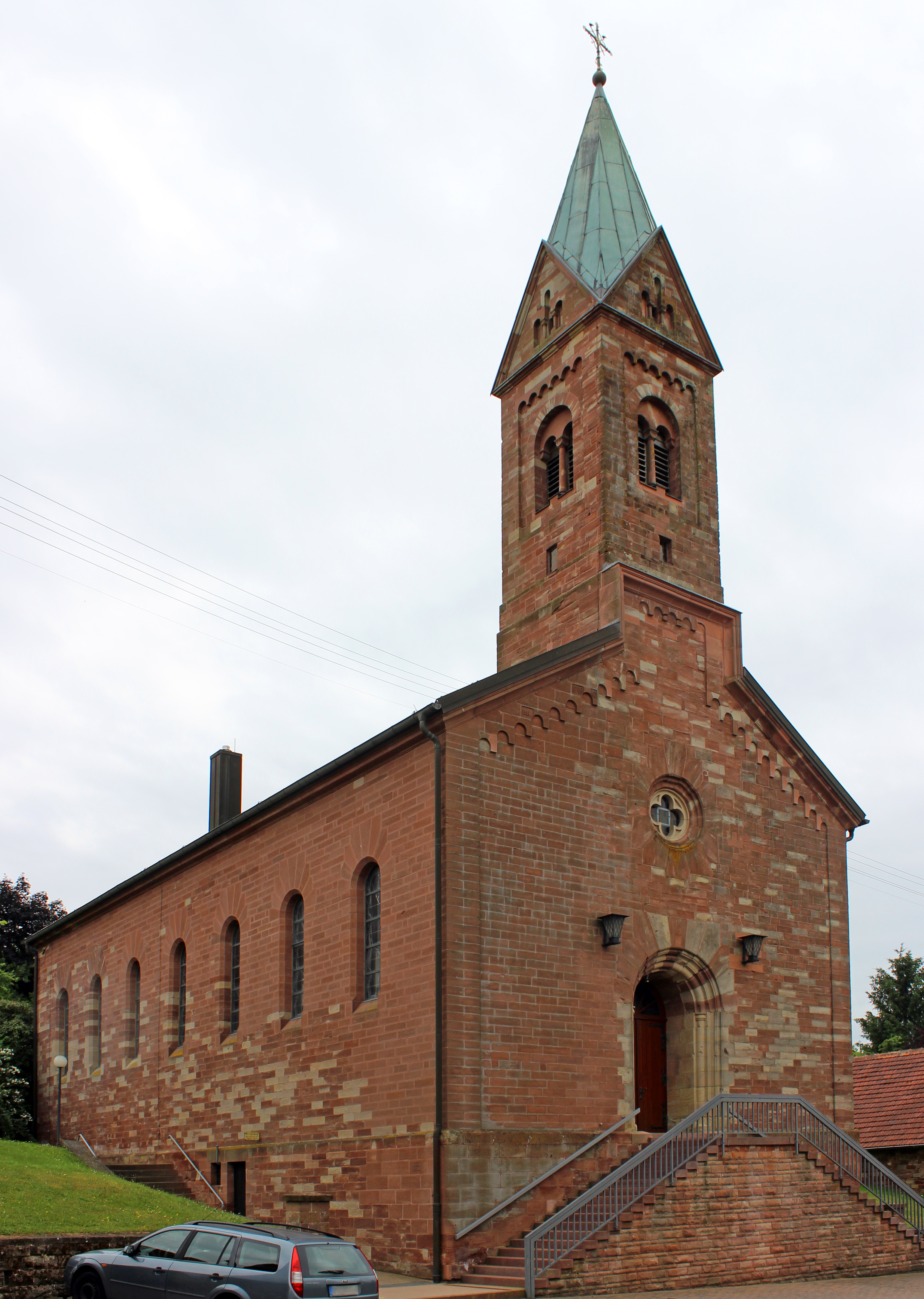
Denkmalgeschützte katholische Kirche

### Kulturdenkmäler
Vor Ort befinden sich insgesamt vier Objekte, die unter Denkmalschutz stehen.

### Natur
Innerhalb der Gemeindegemarkung existieren vier Naturdenkmale, darunter die Luitpoldlinde.

### Soziales
In der Gemeinde gibt es insgesamt neun Vereine. Auf dem Dorfplatz befindet sich außerdem ein öffentlicher Bücherschrank.

### Erfolge im Wettbewerb „Unser Dorf hat Zukunft“
- 1994 Kreisentscheid Hauptklasse 3. Platz.
- 1995 Kreisentscheid Sonderklasse 4. Platz.
- 1996 Kreisentscheid Sonderklasse 4. Platz.
- 1997 Kreisentscheid Sonderklasse 1. Platz und im Bezirksentscheid 5. Platz, Teilnahme im Landesentscheid.
- 1999 Kreisentscheid Sonderklasse 2. Platz und Teilnahme am Bezirksentscheid.
- 2001 Kreisentscheid Sonderklasse 1. Platz.
- 2002 Kreisentscheid Sonderklasse 1. Platz und Teilnahme am Bezirksentscheid.
- 2005 Kreisentscheid Sonderklasse 2. Platz und Teilnahme am Bezirksentscheid.
- 2006 Kreisentscheid Sonderklasse 2. Platz und Teilnahme am Bezirksentscheid.
- 2008 Kreisentscheid Sonderklasse 1. Platz und Teilnahme am Bezirksentscheid.
- 2018 Landesentscheid Sonderklasse Gold[7]

## Wirtschaft und Infrastruktur

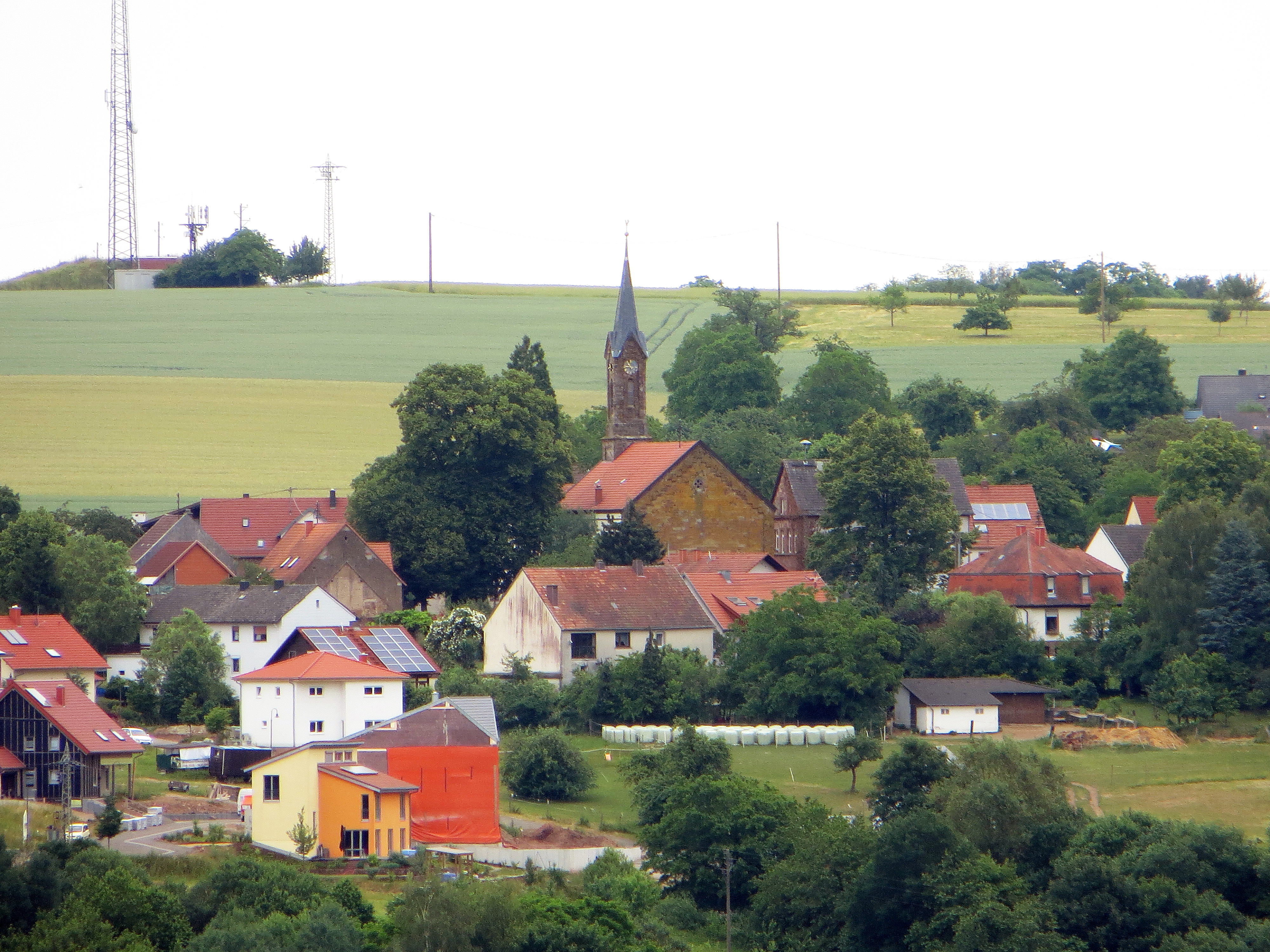
Bebauung innerhalb von Großsteinhausen

### Wirtschaft
Es gibt einen Dorfladen, eine Kindertagesstätte, zwei Kirchengemeinden sowie am Sportheim eine Gaststätte, eine Kfz-Werkstatt, drei Heizungs- und Installationsbetriebe und viele andere kleine Gewerke. Als Wohngemeinde hat sich Großsteinhausen in den letzten Jahrzehnten gut entwickelt. Ein Baugebiet für Bauwillige ist vorhanden.

### Verkehr
Durch Großsteinhausen führt die Landesstraße 478. Von dieser zweigt die Kreisstraße 81 nach Riedelberg ab; in diesem Bereich existiert ein Grenzübergang ins französische Opperding. Über die nahegelegene Auffahrt Walshausen der A 8 besteht Anschluss an den Fernverkehr. Die Busanbindung in die nahegelegenen Städte Zweibrücken und Pirmasens erfolgt ab Mittag stündlich.

### Tourismus
Mitten durch den Ort verlaufen die Rheinland-Pfalz-Radroute und der Hornbach-Fleckenstein-Radweg. Außerdem existieren mehrere Wanderwege rund um das Dorf, die durch die hohe Lage einen guten Rundumblick bieten.